# Jacqueline Lazard
Jacqueline Lazard, née le 30 septembre 1948 à Treffiagat, est une enseignante et femme politique française. Membre du Parti socialiste, elle est députée de la septième circonscription du Finistère de 1997 à 2002 et maire de Penmarc'h de 2001 à 2014.

## Biographie
Jacqueline Lazard est née le 30 septembre 1948 à Treffiagat dans le Finistère. Elle est professeur de sciences médico-sociales.
Elle est la candidate du Parti socialiste dans la septième circonscription du Finistère (Douarnenez - Pointe du Raz - Pays Bigouden) lors des élections législatives de 1997 consécutives à la dissolution de l'Assemblée Nationale. Entre les deux tours, elle reçoit le soutien de Bernard Kouchner qui l'accompagne sur le marché de Pont-l'Abbé. 
Elle s'impose face à Ambroise Guellec, ancien secrétaire d'état et député sortant. Elle siège alors au sein du groupe socialiste et est membre de la commission des affaires culturelles, familiales et sociales jusqu'en 2000 puis de la commission de la production et des échanges.
En 2001, à la tête de la liste « Penmarc'h en pointe », elle devient maire de Penmarc'h en obtenant 53,15% des suffrages exprimés face à la liste « Penmarc'h action avec Louise Bodéré » (46,85%).
Lors des élections législatives de 2002, elle perd son mandat de députée en n'obtenant que 46,70% des suffrages exprimés au second tour. Elle est battue par Hélène Tanguy (UMP), qui est quant à elle créditée de 53,30% des voix.  
En 2008, elle se représente pour un second mandat de maire. Elle l'emporte avec 50,74% des suffrages exprimés face à Bruno Cariou (49,26%). 
Le 10 mai 2013, elle se voit remettre l'insigne de Chevalier de la Légion d'honneur des mains de Jean-Yves Le Drian, Ministre de la Défense (en poste depuis le 16 mai 2012), à la Salle Cap-Caval de Penmarc'h.
En 2014, elle décide de ne pas briguer de nouveau mandat et met ainsi un terme à 19 années d'action municipale(dont 13 en tant que maire).